# Marya Delvard
Marya Delvard (née Maria Joséphine Billère le 11 septembre 1874 à Réchicourt-le-Château et morte le 25 septembre 1965 à Pullach im Isartal) est une chansonnière et artiste de cabaret franco-allemande.

## Biographie
Maria Joséphine Billère naît le 11 septembre 1874, à Réchicourt-le-Château, en Lorraine annexée. Elle étudie le chant à Metz, puis à Nancy, avant de suivre des cours au conservatoire de Munich. Elle participe à la création d'un périodique, la Revue Franco-Allemande à Munich.
À partir de 1897, Maria Billère fait carrière dans la chanson sous le nom de scène de Marya Delvard. Elle se spécialise dans le répertoire de la chanson populaire française. Elle se distingue d'abord à Munich, au cabaret "Die Elf Scharfrichter". Le cabaret « Des Onze Bourreaux » est l'un des premiers cabarets politiques en Allemagne. À cause de la censure, décriée par Apollinaire, le cabaret ferme à l'automne 1904 avec des dettes considérables. Avant guerre, Maria Billère effectue une tournée internationale avec son partenaire Marc Henry. Son répertoire se base sur les chansons populaires françaises et Allemandes. 
Pendant la première Guerre mondiale, Maria Billère se met au service de la Croix-Rouge. De retour à Munich en 1927, elle séjourne ensuite à Vienne, de 1930 à 1939. Maria Billère revient en France en 1939. Après guerre, elle retourne en Bavière, où elle publie de nouveau la Revue Franco-Allemande.
Maria Billère décède le 25 septembre 1965 à Pullach im Isartal, en Bavière.

## Publications
- Vieilles chansons de France, alte Französische Volkslieder. 7 recueils. Scharfrichter Verlag, Leipzig, (Recueil I : 1910)
- Huit chansons enfantines. Répertoire Marya Delvard- Marc Henry, Leipzig, 1911.
- Revue Franco-Allemande / Deutsch-Französische Rundschau : Fondée à Munich en 1897 par Marya Delvard, Marc Henry, Fritz Holl, J.G. Prod'homme. Continuée à Munich en 1964 par Marya Delvard, Fritz Holl, Hans K.E.L. Keller sous les auspices de la Société Franco-Bavaroise, Bayerisch-Französische Gesellschaft, Grotius-Stiftung, Munich, 1964.

## Sources
- Hans-Michael Körner (dir) : Große Bayerische Biographische Enzyklopädie, 4 tomes, Walter de Gruyter, Berlin, 2005.
- Michael Buhrs, Barbara Lésak, Thomas Trabitsch : Kabarett Fledermaus. Ein Gesamtkunstwerk der Wiener Werkstätte, Christian Brandstätter, Vienne, 2007.